# Reforma rolna w Polsce (1944)
Reforma rolna w 1944 r. w Polsce – zmiana stosunków własnościowych połączona ze zmianą struktury agrarnej wsi, na mocy dekretu Polskiego Komitetu Wyzwolenia Narodowego o przeprowadzeniu reformy rolnej, z 6 września 1944 r.

## Przedmiot i przebieg reformy
Działaniu reformy rolnej PKWN podlegały nieruchomości rolne:
- stanowiące własność Skarbu Państwa,
- będące własnością obywateli III Rzeszy i obywateli polskich narodowości niemieckiej,
- będące własnością zdrajców narodu skazanych prawomocnie przez sądy polskie za zdradę stanu, pomoc udzieloną okupantowi i inne podobne przestępstwa,
- stanowiące własność lub współwłasność osób fizycznych lub prawnych, jeżeli ich rozmiar łączny przekraczał bądź 100 ha powierzchni ogólnej, bądź 50 ha użytków rolnych, a na terenie województw poznańskiego, pomorskiego, śląskiego, jeśli ich rozmiar łączny przekraczał 100 ha powierzchni ogólnej, niezależnie od wielkości użytków rolnych tej powierzchni.

Dekret przewidywał odrębne normy obszarowe dla różnych części kraju, co wynikało ze struktury agrarnej Polski i było stosowane także w ramach przedwojennej reformy rolnej. W warunkach dekretu z 1944 r. regulacja ta była tłumaczona względami politycznymi: celem ówczesnych władz była likwidacja „obszarnictwa” przy zachowaniu dotychczasowego stanu posiadania chłopów, nawet bogatych, a na zachodzie (głównie na terenie byłego zaboru pruskiego) istniały duże gospodarstwa bogatych chłopów, które pozostawiono w ramach podwyższonej normy obszarowej gruntów.
Należy dodać, że radykalni ludowcy, wśród nich Jan Czechowski, proponowali aby obniżyć pułap parcelowanych majątków z 50 do 35 ha. Jednak propozycja upadła ze względu na to, że mogłaby naruszyć interesy bogatych chłopów.
Dekret PKWN wywłaszczał ze skutkiem natychmiastowym i bez odszkodowania wszystkich właścicieli majątków ziemskich o powierzchni powyżej 50 hektarów (w województwach zachodnich powyżej 100 hektarów), odbierając im, oprócz ziemi, żywy inwentarz oraz budynki i ich wyposażenie z dworem włącznie. Ponieważ podczas realizowania reformy pojawiły się rozmaite problemy, podjęto decyzję o wysiedlaniu właścicieli z majątków. Ogłoszone w tym samym czasie Wskazówki dla brygad robotniczych pracujących przy parcelacji majątków nakazywały „usunąć właściciela [...] w ciągu trzech dni, nie pozwalając mu zabrać nic więcej poza przedmiotami osobistego użytku”. Właścicielom ziemskim nie wolno też było brać tej części majątku osobistego, która miała wartość naukową, artystyczną lub muzealną (na podstawie par. 11 rozporządzenia ministra rolnictwa i reform rolnych z 1 marca 1945 r.). Postanowienie to było dla ziemian szczególnie bolesne, pozbawiało ich bowiem wielu pamiątek rodzinnych. Podobnie jak podczas reformy rolnej w Rosji Radzieckiej, podjęto decyzję o usunięciu ziemian poza granice powiatu, w którym znajdował się majątek. Mimo że dekret o reformie rolnej pozbawiał ziemian całego majątku bez odszkodowania, to jednak zapewniał im pewne środki do życia. Przyznawał wywłaszczonym ziemianom „zaopatrzenie miesięczne w wysokości uposażenia urzędnika państwowego VI grupy”. Tę tak zwaną rentę ziemiańską szybko ograniczono do osób niezdolnych do pracy, a później zamieniono na rentę inwalidzką w najniższym wymiarze. Politykę rolną nowej władzy w Polsce cechował szczególny radykalizm. Przeprowadzane bowiem w tym samym czasie reformy rolne w Czechosłowacji, na Węgrzech i w Rumunii pozostawiały właścicielom ziemskim pewne minimum posiadania.
Ziemia została częściowo podzielona między chłopów, częściowo przejęta przez państwo. Ogółem w latach 1944–1948 na cele reformy rolnej zostało przejętych 9707 majątków ziemskich (ok. 3,49 mln hektarów). Z liczby tej rozparcelowaniu uległo 1,2 mln hektarów pomiędzy 387 000 rodzin chłopskich. Ziemie nierozparcelowane włączono do Państwowych Nieruchomości Ziemskich lub Lasów Państwowych. Postanowienia dekretu interpretowano rozszerzająco, wysiedlając dotychczasowych właścicieli z ich domów, pozbawiając dobytku, w tym dóbr kultury. Warstwa ziemiaństwa została w ten sposób zlikwidowana, a byłym ziemianom zakazano pobytu i zamieszkania w powiecie, gdzie dotychczas znajdował się ich majątek ziemski.
Parcelowaną ziemię dzielono między chłopów bezrolnych oraz mało- i średniorolnych. Za przydzieloną ziemię dekret ustalał zapłatę stanowiącą równowartość przeciętnych zbiorów rocznych. Spłata następowała w ciągu 10–20 lat. Uzyskane w ten sposób sumy przekazywano do powstałego Państwowego Funduszu Ziemi, z którego pokrywano wszystkie wydatki związane z reformą. W pierwszym okresie realizacja reformy przebiegała powoli, powstawały gospodarstwa 2–3 ha. W październiku 1944 odwołano ze stanowiska kierownika resortu rolnictwa Andrzeja Witosa i powołano Edwarda Osóbkę-Morawskiego oraz utworzono specjalne brygady parcelacyjne. Do końca 1944 roku rozparcelowano ponad 212 tys. ha ziemi między 110 tys. rodzin. W marcu 1945 roku przyjęto zasadę tworzenia większych gospodarstw do 5 ha. Na ziemiach poniemieckich nadziały ziemi wynosiły od 7 do 15 ha.
Zgodnie z art. 2 dekretu PKWN o ochronie Państwa z dnia 30 października 1944 r. kto udaremniał lub utrudniał wprowadzenie w życie reformy rolnej, albo nawoływał do czynów, skierowanych przeciw jej wykonywaniu lub publicznie pochwalał takie czyny, podlegał karze więzienia lub karze śmierci. Z kolei zgodnie z art. 20 Dekretu o przestępstwach szczególnie niebezpiecznych w okresie odbudowy Państwa z dnia 13 czerwca 1946 r. kto udaremniał lub utrudniał wprowadzenie w życie reformy rolnej lub nawoływał do czynów, skierowanych przeciw jej wykonaniu, albo publicznie pochwalał takie czyny, podlegał karze więzienia.

## Dobra kościelne
PKWN bezzwłocznie zwrócił Kościołowi katolickiemu i innym związkom wyznaniowym utraconą przez nie w czasie okupacji własność. Biskup Teodor Kubina wydał nawet oświadczenie, w którym stwierdził że:

wszelkie ograniczenia zarządzone przez okupanta zostały uchylone, a zarekwirowane budynki kościelne oddano w posiadanie władz kościelnych i klasztornych.

Spod działania wydanego przez PKWN dekretu o reformie rolnej z 6 września 1944 zostały wyłączone dobra martwej ręki, należące do Kościoła i związków wyznaniowych. Stało się tak, zgodnie ze świadectwem Wandy Wasilewskiej, na wyraźne życzenie Józefa Stalina. Przeciwko poddaniu majątków ziemskich należących do Kościoła pod działanie reformy rolnej było prawie całe wyższe duchowieństwo katolickie z wyjątkiem prymasa Augusta Hlonda i kardynała Stefana Wyszyńskiego. Więcej, kardynał Wyszyński uważał nawet że Kościół nie powinien posiadać majątków ziemskich, lecz utrzymywać się z hojności wiernych. Później, gdy komuniści pokazali, jak w praktyce realizują przemiany społeczne, kardynał Wyszyński nie składał już deklaracji poparcia dla tych przemian.
Kościół nigdy nie popierał stosunku komunistów do własności prywatnej, uznając go za barbarzyństwo. W encyklice Divini Redemptoris o bezbożnym komunizmie, ogłoszonej w Rzymie w dniu 19 marca 1937 papież Pius XI wskazywał, że komunizm dążąc do eliminacji własności prywatnej pozbawia człowieka wolności, a więc duchowej podstawy wszelkich norm życiowych. Odbiera osobie ludzkiej całą jej godność i wszelkie moralne oparcie, z którego pomocą mogłaby się przeciwstawić naporowi ślepych namiętności. Ponieważ w obliczu społeczności człowiek, według zapatrywań komunizmu, jest tylko kółkiem wtłoczonym w tryby maszyny, dlatego nie przyznaje mu się żadnych praw naturalnych. W stosunkach międzyludzkich natomiast komunizm głosi zasadę absolutnej równości, odrzucając wszelką hierarchię i wszelki autorytet ustanowiony przez Boga, także autorytet rodziców. Ich zdaniem bowiem, jeżeli istnieje jeszcze jakiś autorytet lub władza, to wypływa ona ze społeczności jako pierwszego i jedynego źródła. Jednostka zaś nie ma żadnego prawa posiadania bogactw lub środków produkcji, ponieważ są one źródłem dalszych dóbr, a to z konieczności prowadzi do władzy jednego człowieka nad drugim. Oto dlaczego komunizm twierdzi, że wszelkie prawo prywatnej własności winno być radykalnie zniszczone jako główna przyczyna niewoli gospodarczej.
Nieruchomości ziemskie należące do związków wyznaniowych, w tym do Kościoła katolickiego, zostały znacjonalizowane ustawą z dnia 20 marca 1950 r. o przejęciu przez Państwo dóbr martwej ręki, poręczeniu proboszczom posiadania gospodarstw rolnych i utworzeniu Funduszu Kościelnego, jako rekompensaty za przejętą na rzecz Skarbu Państwa ziemię (Dz.U. z 1950 r. nr 9, poz. 87, ze zm.).

## Skutki reformy
Dekret PKWN z 6 września 1944 r. zapowiadał przejęcie przez państwo bez wykupu gospodarstw rolnych przekraczających 100 ha lub 50 ha użytków rolnych (na terenie b. zaboru pruskiego 100 ha użytków rolnych). Przejętą przez państwo ziemię przeznaczono na tworzenie państwowych gospodarstw (państwowe nieruchomości ziemskie), na parcelację, na uzupełnienie gospodarstw małorolnych. W latach 1944–1949 rozdzielono między parcelantów około 6 mln ha ziemi, tworząc 747,4 tys. nowych gospodarstw rolnych. Na tzw. upełnorolnienie przeznaczono 233,9 tys. ha. Utworzono też 4500 państwowych nieruchomości ziemskich, przekazując im 1500 tys. ha użytków rolnych. Miały one tworzyć wzorowe gospodarstwa, wnoszące na wieś postęp rolny i nową technikę uprawy ziemi. Realizacja reformy rolnej spowodowała wielki przewrót na wsi polskiej, podcinając byt tzw. wielkiej własności ziemskiej (obszarnicy) i wzmacniając pozycję mało- i średniorolnego chłopa. Reforma ta została poparta przez PSL, które krytykowało tylko tworzenie zbyt małych gospodarstw. Reforma rolna podcięła też byt niemieckiej własności rolnej w Polsce, oraz umocniła wpływy żywiołu polskiego na Ziemiach Odzyskanych. Przeprowadzono ją w atmosferze ostrej krytyki ze strony kół broniących zasad własności prywatnej jako nienaruszalnej.
Zdaniem Trybunału Konstytucyjnego działania państwa, które za pomocą działań prawodawczych po 1944 r. pozbawiły praw majątkowych lub ograniczyły w istotnej mierze prawa majątkowe jedynie pewnych grup społecznych, z pewnością miały doprowadzić do osiągnięcia celów o charakterze politycznym, dyskryminacyjnym i nie miały wiele wspólnego z solidaryzmem, koniecznością odbudowy państwa, infrastruktury, przywrócenia działalności instytucji publicznych etc.
W ramach reformy rolnej przejmowano pałace, dwory oraz inne obiekty o wartości historyczno-kulturalnej na siedziby władz, domów kultury, bibliotek, kółek rolniczych, państwowych gospodarstw rolnych, czy też różnych organizacji społecznych, co świadczy tylko o tym, że w praktyce dekret o przeprowadzeniu reformy rolnej był nierzadko tylko pretekstem, zaś rzeczywiste cele działania ówczesnych władz, były odległe od tych wskazanych w dekrecie. Ocenia się, że z przejętych blisko 20 tysięcy dworów i pałaców zniszczeniu uległo niemal 80 procent. Zagłada ziemiaństwa oznaczała wielkie straty dla polskiej kultury i polskich tradycji patriotycznych.
Wdrażanie reformy zakończono w 1950 r. Do tego czasu na tzw. ziemiach dawnych rozdzielono niemal 2,3 mln ha, z których przeszło połowa pochodziła z parcelacji wielkich majątków. Na resztę złożyły się dawne gospodarstwa niemieckie, a także ukraińskie, białoruskie i litewskie. Najwięcej gruntów rozparcelowano w województwie poznańskim – niemal tyle, ile w sumie w siedmiu pozostałych. Nieco inną strukturę miały gospodarstwa na Ziemiach Odzyskanych. Dzięki reformie na terenach poniemieckich powstało kilkaset tysięcy gospodarstw, o średniej wielkości 5-7 ha. Obok gospodarstw indywidualnych utworzono państwowe gospodarstwa rolne. Swoim zasięgiem objęły one ponad 2,2 mln ha, a więc niemal 9% całości gruntów. Największą powierzchnię zajmowały w północno-zachodniej Polsce.
W czasach PRL próbowano przede wszystkim udowodnić, jak bardzo reforma polepszyła sytuację chłopów i robotników rolnych. W rzeczywistości komuniści, podobnie jak w innych dziedzinach życia społecznego, zmiany w rolnictwie rozłożyli na dwa etapy. W pierwszym tworzyli atmosferę poparcia dla indywidualnych gospodarstw, w drugim (po 1948 r.) otwarcie głosili konieczność kolektywizacji i etatyzacji rolnictwa. Początkowe nadanie chłopom ziemi miało uczynić z nich sojuszników nowej władzy i odciąć od współpracy ze zbrojnym podziemiem. W pewnym stopniu pozwalało także na uzyskanie większych efektów w procesie powojennej odbudowy rolnictwa i pozyskania żywności dla ludności miast, w warunkach dotkliwego braku środków do produkcji rolnej. Przystąpienie po kilku latach do kolektywizacji oznaczało jawne przejście do realizacji komunistycznej wizji ustroju rolnego, wcześniej realizowanej w Związku Radzieckim, bez względu na jej ekonomiczną efektywność i spotkało się ze sprzeciwem ludności wiejskiej wobec warunków kolektywizacji i stosowanych środków przymusu. Strach przed kolektywizacją, którą utożsamiano nawet z pańszczyzną wyrastał z powszechnego w latach trzydziestych w Polsce strachu przed bolszewizmem, który umocniły doświadczenia sowieckiej okupacji w latach 1939–1941 i dodatkowo wzmocniła niemiecka propaganda w ramach akcji o kryptonimie „Berta”. Na zagrożenie kolektywizacją zwracała również uwagę propaganda Biura Informacji i Propagandy Komendy Głównej AK oraz innych ośrodków konspiracyjnych. Podziemie nie tylko bało się „sowietów”, ale także strach przed nimi usiłowało rozniecać, wskazując na okrucieństwo grasujących band komunistycznych grabiących ludność. „Twórca ustroju kołchozowego”, Stalin, był świadom tego strachu. Nakazując PPR przeprowadzenie w Polsce reformy rolnej, chciał go zmniejszyć, a jednocześnie usiłował stworzyć nieformalny populistyczny układ: ziemia za poparcie dla nowej władzy. Skutki reformy rolnej były opłakane. Sytuacja chłopów poprawiła się w bardzo niewielkim stopniu. Gospodarstwa wiejskie pozostały w większości biedne, skrajnie rozdrobnione i technologicznie zacofane. Niektórzy z wywłaszczanych ziemian trafiali do aresztów, inni byli wywożeni w głąb ZSRR. Represje dotykały także tych chłopów, którzy odmawiali udziału w rabunku dworów czy parcelacji ziemi. Grożono im wyłączeniem z reformy, więzieniem, a nawet śmiercią.
Poza Polską i Białorusią w każdym kraju Europy Środkowo-Wschodniej wprowadzono w życie rozwiązania prawne przewidujące rekompensaty za utracone mienie lub zwrot utraconych nieruchomości w ramach komunistycznej reformy rolnej. Zasadę odzyskania majątku w naturze (pierwszeństwa zwrotu przed odszkodowaniem) przyjęto w większości krajów (Niemcy, Czechy i Słowacja, Bułgaria, Rumunia, Litwa, Łotwa, Estonia). Od tej zasady w większości krajów przyjęto wyjątki, dotyczące sytuacji, gdy mienie nie należy do Skarbu Państwa lub nieruchomości (majątki) służące szeroko rozumianej użyteczności publicznej występują w innej formie niż zostały przejęte (np. zostały zabudowane). Na Węgrzech nie przewidziano zwrotu mienia w naturze. Odszkodowania wypłacano w formie bonów kompensacyjnych, które były papierami wartościowymi na okaziciela. Wskazuje się, że w polskich warunkach nie jest możliwa restytucja tych gruntów, które stały się przedmiotem nadań w ramach realizacji reformy rolnej lub zostały objęte ustawą z 26 października 1971 r. o uregulowaniu własności gospodarstw rolnych.